# Geze Gofa
Geze Gofa é um dos woredas na Região das Nações, Nacionalidades e Povos do Sul da Etiópia. Parte da Zona Gamo Gofa, Geze Gofa faz fronteira ao sul com Oyda, a oeste com o woreda especial de Basketo, a noroeste com Melokoza e a leste com Demba Gofa. As cidades em Geze Gofa incluem Bulki. Geze Gofa fazia parte do antigo woreda Gofa Zuria.

## Demografia
Com base no Censo de 2007 realizado pelo CSA, este woreda tem uma população total de 68 650, dos quais 34 078 são homens e 34 572 mulheres; 5 742 ou 8,36% de sua população são moradores urbanos. A maioria dos habitantes eram protestantes, com 63,17% da população relatando essa crença, 33,49% praticavam o Cristianismo Ortodoxo Etíope, 1,44% eram muçulmanos e 1,15% praticavam crenças tradicionais.